# گلیسیل‌گلیسین
گلیسیل‌گلیسین (به انگلیسی: Glycylglycine) یک ترکیب شیمیایی با شناسه پاب‌کم ۱۱۱۶۳ است. که جرم مولی آن ۱۳۲٫۱۱۷۹۲ g/mol می‌باشد. 